# Discografia di Lil' Kim
La discografia della rapper statunitense Lil' Kim comprende 5 album in studio, 4 mixtape e 52 singoli di cui 35 come artista ospite.

## Album

### In studio
| Anno                                                                                          | Titolo                                                                                                  | Posizione in classifica | Posizione in classifica | Posizione in classifica | Posizione in classifica | Posizione in classifica | Posizione in classifica | Posizione in classifica | Vendite                             | Certificazioni            |
| Anno                                                                                          | Titolo                                                                                                  | US                      | US R&B                  | FRA                     | GER                     | NL                      | SWI                     | UK                      | Vendite                             | Certificazioni            |
| --------------------------------------------------------------------------------------------- | --- | ----------------------- | ----------------------- | ----------------------- | ----------------------- | ----------------------- | ----------------------- | ----------------------- | ----------------------------------- | ------------------------- |
| 1996                                                                                          | Hard Core - Pubblicato: 12 novembre 1996 - Etichetta: Atlantic - Formati: cassette, CD                  | 11                      | 3                       | —                       | —                       | —                       | —                       | 116                     | - Mondo: 5 000 000 - USA: 1 489 701 | - USA: 2× Platino         |
| 2000                                                                                          | The Notorious K.I.M. - Pubblicato: 27 giugno 2000 - Etichetta: Atlantic - Formati: cassette, CD         | 4                       | 1                       | 70                      | 76                      | 85                      | 100                     | 67                      | - Mondo: 5 100 000 - USA: 1 416 000 | - USA: Platino - CAN: Oro |
| 2003                                                                                          | La bella mafia - Pubblicato: 4 marzo 2003 - Etichetta: Atlantic - Formati: CD, LP                       | 5                       | 4                       | 105                     | 82                      | —                       | 81                      | —                       | - Mondo: 2 020 558 - US: 1 100 000  | - USA: Platino            |
| 2005                                                                                          | The Naked Truth - Pubblicato: 27 settembre 2005 - Etichetta: Atlantic - Formati: CD, download digitale  | 6                       | 3                       | —                       | —                       | —                       | —                       | —                       | - Mondo: 2 700 000 - US: 394 000    |                           |
| 2019                                                                                          | 9 - Pubblicato: 11 ottobre 2019 - Etichetta: Queen Bee, eOne Music - Formati: CD, LP, download digitale | —                       | 7                       | —                       | —                       | —                       | —                       | —                       |                                     |                           |
| "—" indica che l'opera non si è classificata o che non è stata pubblicata in quel territorio. | |                         |                         |                         |                         |                         |                         |                         |                                     |                           |

### Mixtape
| Anno | Titolo e dettagli                                                                                       |
| ---- | --- |
| 2008 | Ms. G.O.A.T. - Pubblicato: 3 giugno 2008 - Etichetta: Money Maker - Formati: CD, download digitale      |
| 2011 | Black Friday - Pubblicato: 14 febbraio 2011 - Etichetta: IRS - Formati: CD                              |
| 2014 | Hard Core 2K14 - Pubblicato: 11 settembre 2014 - Etichetta: Grimey Records - Formati: download digitale |
| 2016 | Lil Kim Season - Pubblicato: 28 marzo 2016 - Etichetta: IRS - Formati: download digitale                |

## Singoli

### Come artista principale
| Anno                                                                                          | Titolo                                                                | Classifiche | Classifiche | Classifiche | Classifiche | Classifiche | Classifiche | Classifiche | Classifiche | Classifiche | Album                |
| Anno                                                                                          | Titolo                                                                | US          | US R&B      | AUS         | FRA         | GER         | NDL         | NZ          | SWI         | UK          | Album                |
| --------------------------------------------------------------------------------------------- | --------------------------------------------------------------------- | ----------- | ----------- | ----------- | ----------- | ----------- | ----------- | ----------- | ----------- | ----------- | -------------------- |
| 1996                                                                                          | No Time (feat. Puff Daddy)                                            | 18          | 9           | —           | —           | —           | —           | —           | —           | 45          | Hard Core            |
| 1997                                                                                          | Crush on You (feat. The Notorious B.I.G. e Lil' Cease)                | —           | —           | —           | —           | —           | —           | —           | —           | 23          | Hard Core            |
| 1997                                                                                          | Not Tonight (feat. Da Brat, Left Eye, Missy Elliott e Angie Martinez) | 6           | 3           | —           | —           | 99          | 31          | 4           | —           | 11          | Hard Core            |
| 1997                                                                                          | Call Me (con Too Short)                                               | 90          | 16          | —           | —           | —           | —           | —           | —           | —           | Booty Call           |
| 2000                                                                                          | No Matter What They Say                                               | 60          | 15          | —           | —           | —           | —           | —           | —           | 35          | The Notorious K.I.M. |
| 2000                                                                                          | How Many Licks? (feat. Sisqó)                                         | 75          | 36          | 57          | —           | 58          | 6           | —           | —           | —           | The Notorious K.I.M. |
| 2001                                                                                          | Lady Marmalade (con Christina Aguilera, Mýa e Pink)                   | 1           | 1           | 1           | 12          | 1           | 2           | 1           | 1           | 1           | Moulin Rouge!        |
| 2001                                                                                          | In the Air Tonite (feat. Phil Collins)                                | —           | —           | 91          | —           | 3           | 30          | —           | 11          | 26          | Urban Renewal        |
| 2003                                                                                          | The Jump Off (feat. Mr. Cheeks)                                       | 17          | 8           | 59          | —           | 78          | 83          | —           | —           | 16          | La bella mafia       |
| 2003                                                                                          | Magic Stick (feat. 50 Cent)                                           | 2           | 2           | —           | —           | —           | —           | 47          | —           | —           | La bella mafia       |
| 2003                                                                                          | Thug Luv (feat. Twista)                                               | —           | 60          | —           | —           | —           | —           | —           | —           | —           | La bella mafia       |
| 2005                                                                                          | Lighters Up                                                           | 31          | 9           | —           | —           | 67          | —           | —           | —           | 12          | The Naked Truth      |
| 2006                                                                                          | Whoa                                                                  | 104         | 30          | —           | —           | —           | —           | —           | —           | 43          | The Naked Truth      |
| 2009                                                                                          | Download (feat. T-Pain e Charlie Wilson)                              | 109         | 21          | —           | —           | —           | —           | —           | —           | —           | /                    |
| 2018                                                                                          | Nasty One                                                             | —           | —           | —           | —           | —           | —           | —           | —           | —           | /                    |
| 2019                                                                                          | Go Awff                                                               | —           | —           | —           | —           | —           | —           | —           | —           | —           | 9                    |
| 2019                                                                                          | Found You (feat. City Girls e O.T. Genasis)                           | —           | —           | —           | —           | —           | —           | —           | —           | —           | 9                    |
| "—" indica che l'opera non si è classificata o che non è stata pubblicata in quel territorio. |                                                                       |             |             |             |             |             |             |             |             |             |                      |

### Come artista ospite
| Anno                                                                                          | Titolo                                                                                     | Classifiche | Classifiche | Classifiche | Classifiche | Classifiche | Classifiche | Classifiche | Classifiche | Classifiche | Album                                  |
| Anno                                                                                          | Titolo                                                                                     | US          | US R&B      | AUS         | FRA         | GER         | NDL         | NZ          | SWI         | UK          | Album                                  |
| --------------------------------------------------------------------------------------------- | ------------------------------------------------------------------------------------------ | ----------- | ----------- | ----------- | ----------- | ----------- | ----------- | ----------- | ----------- | ----------- | -------------------------------------- |
| 1996                                                                                          | No More Games (Skin Deep feat. Lil' Kim di Junior M.A.F.I.A.)                              | 92          | 39          | —           | —           | —           | —           | —           | —           | —           | Get U Open                             |
| 1997                                                                                          | It's All About the Benjamins (Puff Daddy feat. Lil' Kim, The LOX e The Notorious B.I.G.)   | 2           | 7           | —           | —           | —           | 25          | —           | —           | 18          | No Way Out                             |
| 1997                                                                                          | I Can Love You (Mary J. Blige feat. Lil' Kim)                                              | 28          | 2           | —           | —           | —           | —           | —           | —           | —           | Share My World                         |
| 1998                                                                                          | Money, Power & Respect (The LOX feat. Lil' Kim e DMX)                                      | 17          | 8           | —           | —           | —           | —           | —           | —           | —           | Money, Power & Respect                 |
| 1998                                                                                          | Hit Em wit da Hee (Missy Elliott feat. Lil' Kim e Mocha)                                   | —           | 61          | —           | —           | 53          | —           | 27          | —           | 24          | Supa Dupa Fly                          |
| 1999                                                                                          | Quiet Storm (Remix) (Mobb Deep feat. Lil' Kim)                                             | 106         | 35          | —           | —           | —           | —           | —           | —           | —           | Murda Muzik                            |
| 1999                                                                                          | Play Around (Lil' Cease feat. Lil' Kim, Joe Hooker e Mr. Bristol)                          | —           | 52          | —           | —           | —           | —           | —           | —           | —           | Wonderful World of Cease               |
| 1999                                                                                          | Get Naked (Methods of Mayhem feat. Fred Durst, George Clinton, Lil' Kim e Mix Master Mike) | —           | —           | —           | —           | —           | 64          | —           | —           | —           | Methods of Mayhem                      |
| 1999                                                                                          | Notorious B.I.G. (Notorious B.I.G. feat. Puff Daddy e Lil' Kim)                            | 82          | 30          | —           | 95          | 56          | 78          | —           | 68          | 16          | Born Again                             |
| 2000                                                                                          | Espacio (Black Rob feat. Lil' Kim e G. Dep)                                                | —           | 101         | —           | —           | —           | —           | —           | —           | —           | Life Story                             |
| 2001                                                                                          | Wait a Minute (Ray J feat. Lil' Kim)                                                       | 30          | 8           | —           | —           | 72          | 75          | —           | 80          | 54          | This Ain't a Game                      |
| 2001                                                                                          | What's Going On (come parte di Artists Against AIDS Worldwide)                             | 27          | 76          | —           | 38          | —           | 26          | —           | —           | 6           | What's Going On: All-Star Tribute      |
| 2002                                                                                          | Kimnotyze (DJ Tomekk feat. Lil' Kim)                                                       | —           | —           | —           | —           | 6           | —           | —           | 43          | —           | Beat of Life Vol. 1                    |
| 2002                                                                                          | Fresh From Yard (Beenie Man feat. Lil' Kim)                                                | —           | 85          | —           | —           | —           | —           | —           | —           | —           | Tropical Storm                         |
| 2003                                                                                          | Can't Hold Us Down (Christina Aguilera feat. Lil' Kim)                                     | 12          | —           | 9           | 27          | 5           | 14          | 2           | 11          | 6           | Stripped                               |
| 2004                                                                                          | Get Down on It (Kool & the Gang e Blue feat. Lil' Kim)                                     | 20          | —           | 3           | —           | —           | 96          | —           | 35          | 29          | The Hits: Reloaded e Best of Blue      |
| 2005                                                                                          | Sugar (Gimme Some) (Trick Daddy feat. Lil' Kim e Cee-Lo)                                   | 20          | 36          | 31          | —           | —           | —           | —           | —           | 61          | Thug Matrimony: Married to the Streets |
| 2007                                                                                          | Let It Go (Keyshia Cole feat. Missy Elliott e Lil' Kim)                                    | 7           | 1           | —           | —           | 72          | —           | —           | —           | —           | Just Like You                          |
| 2009                                                                                          | Girls (Seven feat. Lil' Kim)                                                               | —           | —           | —           | —           | —           | —           | —           | —           | —           | /                                      |
| 2010                                                                                          | Standing on Couches (DJ Self feat. Jim Jones, Lil' Kim, Kyah Baby e Lloyd Banks)           | —           | 111         | —           | —           | —           | —           | —           | —           | —           | /                                      |
| 2013                                                                                          | 1Hunnit (Young Goldie feat. Lil' Kim)                                                      | —           | —           | —           | —           | —           | —           | —           | —           | —           | /                                      |
| 2016                                                                                          | I Did It for Brooklyn (Maino feat. Lil' Kim)                                               | —           | —           | —           | —           | —           | —           | —           | —           | —           | Lil Kim Season                         |
| 2016                                                                                          | I Got a Feeling (D-Roc feat. Lil' Kim e Zoey Dollaz)                                       | —           | —           | —           | —           | —           | —           | —           | —           | —           | /                                      |
| 2017                                                                                          | I'm Better (Remix) (Missy Elliott feat. Eve, Lil' Kim e Trina)                             | —           | —           | —           | —           | —           | —           | —           | —           | —           | /                                      |
| 2017                                                                                          | Wake Me Up (Remy Ma feat. Lil' Kim)                                                        | —           | —           | —           | —           | —           | —           | —           | —           | —           | Seven Winters, Six Summers             |
| "—" indica che l'opera non si è classificata o che non è stata pubblicata in quel territorio. |                                                                                            |             |             |             |             |             |             |             |             |             |                                        |

### Singoli promozionali
| Anno                                                                                          | Titolo                                                           | Classifica | Album                |
| Anno                                                                                          | Titolo                                                           | US R&B     | Album                |
| --------------------------------------------------------------------------------------------- | ---------------------------------------------------------------- | ---------- | -------------------- |
| 2000                                                                                          | Suck My Dick                                                     | —          | The Notorious K.I.M. |
| 2002                                                                                          | What's the Word                                                  | 109        | La bella mafia       |
| 2003                                                                                          | Came Back for You                                                | —          | La bella mafia       |
| 2005                                                                                          | Shut Up                                                          | 72         | The Naked Truth      |
| 2005                                                                                          | Spell Check                                                      | —          | The Naked Truth      |
| 2011                                                                                          | I Am Not the One                                                 | —          | /                    |
| 2012                                                                                          | If You Love Me                                                   | —          | /                    |
| 2012                                                                                          | Keys to the City                                                 | —          | /                    |
| 2014                                                                                          | Haterz (feat. B. Ford)                                           | —          | Hard Core 2K14       |
| 2016                                                                                          | #Mine (feat. Kevin Gates)                                        | —          | Lil Kim Season       |
| 2017                                                                                          | Took Us a Break                                                  | —          | /                    |
| 2018                                                                                          | Spicy                                                            | —          | /                    |
| 2018                                                                                          | Nasty One (Remix) (feat. Kranium, HoodCelebrityy e Stefflon Don) | —          | /                    |
| "—" indica che l'opera non si è classificata o che non è stata pubblicata in quel territorio. |                                                                  |            |                      |